# مدرسة سانت بول للبنات
مدرسة سانت بول للبنات (بالإنجليزية: St Paul's Girls' School)‏ هي مدرسة مستقلة للفتيات ، وتقع في بروك الأخضر ، هامرسميث في غرب لندن، انكلترا. انها لا تزال واحدة من المدارس الرائدة في البلاد، لها بدعم خاص متفوقة عن المدارس الأخرى في نتائج الامتحانات و العروض الجامعة.